# Jełgawa

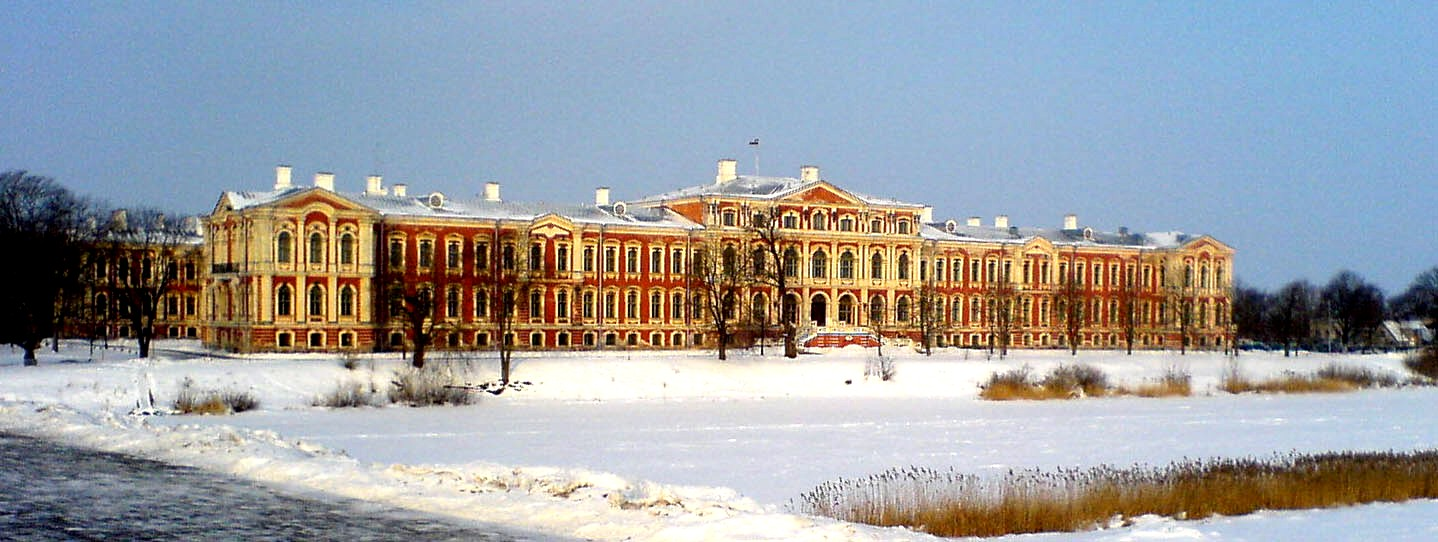
Pałac w Jełgawie

Jełgawa (łot. Jelgava; do 1918 Mitawa, niem. Mitau, ros. Елгава, jidysz מיטאַווע, Mitawe) – miasto na Łotwie, w środkowej części kraju, ok. 45 km na południowy zachód od Rygi, przy ujściu rzeki Drykszny do Lelupy (dawniej Aa), miasto wydzielone.
W mieście znajduje się stacja kolejowa Jelgava.

## Historia
Na terenie obecnej Jełgawy w X wieku powstała osada Liwów. W XIII wieku, inflancka gałąź zakonu krzyżackiego, pod wodzą mistrza krajowego Konrada von Mandera rozpoczęła budowę w tym miejscu zamku, nazwanego Mitau. Mitau był zamkiem granicznym, z którego rycerze zakonu często organizowali wyprawy przeciwko Liwom i Semigalom aż do 1290. Później znaczenie zamku jeszcze wzrosło z powodu rozwoju na południu państwa litewskiego. Litwinom udało się splądrować Mitawę w 1345.
Po rozpadzie zakonu w 1561 Mitawa przypadła w udziale Księstwu Kurlandii i Semigalii. W 1573 otrzymała ona prawa miejskie. Od 1596, po podziale księstwa, Mitawa stała się stolicą Semigalii, rezydencją księcia Fryderyka Kettlera. W 1617 ponownie została stolicą zjednoczonego księstwa Kurlandii i Semigalii podległego Rzeczypospolitej. W 1621 roku podczas wojny polsko-szwedzkiej zajęta przez wojska szwedzkie. W 1622 roku od stycznia do lipca zajęty przez Szwedów zamek w Mitawie był oblegany przez wojska polsko-litewskie pod dowództwem hetmana polnego Krzysztofa II Radziwiłła. Następnie do 10 sierpnia trwały walki ze szwedzką odsieczą Gustawa II Adolfa. W listopadzie 1622 zawarto rozejm w Mitawie między Polską a Szwecją.
Pomimo wielu wojen polsko-szwedzkich Mitawa dalej rozwijała się w kierunku miasta handlowego i przemysłowego. Widać było jednak w Mitawie duże wpływy rosyjskie dużo wcześniej niż w innych miastach Kurlandii i Semigalii.
W 1763 książę Karol Krystian Wettyn został oblężony przez wojska rosyjskie i zmuszony do detronizacji.
W II poł. XVIII wieku przedostatni książę Kurlandii Ernest Jan Biron wspierał kulturalny rozwój Mitawy. Zburzył on stary zamek i postawił na jego miejscu okazały pałac. Książę Biron otworzył również pierwszą w mieście publiczną bibliotekę i założył Akademię Piotra (Academia Petrina), uniwersytet i duchowe centrum kraju. Po wybuchu rewolucji francuskiej w 1789 mieszkańcy Mitawy zaczęli domagać się większych praw.
Miasto zostało zajęte przez Rosjan w wyniku III rozbioru Polski w 1795. W okresie wojen napoleońskich miasto było okupowane przez Prusy i zostało częściowo zniszczone. W XIX wieku Mitawa rozwinęła się z powodu doprowadzenia tutaj kolei w 1868. Rozwój miasta zachęcił Łotyszy (mieszkańców wsi) do osiedlania się w mieście.
W 1905 r., podczas rewolucji, która ogarnęła też ziemie łotewskie, zrewoltowani chłopi łotewscy podjęli nieudaną próbę zdobycia Mitawy, stolicy guberni kurlandzkiej.
W 1914 Mitawa liczyła 45 tys. mieszkańców. Miasto zostało wyniszczone przez niemiecką okupację podczas I wojny światowej.
13 stycznia 1919 r., podczas ofensywy Armii Czerwonej na Łotwie, Mitawa została zajęta przez jednostki Armii Radzieckiej Łotwy i tym samym znalazła się w granicach Łotewskiej Socjalistycznej Republiki Radzieckiej. Z rąk bolszewików miasto odbiły jednostki niemieckie, walczące po stronie utworzonego w listopadzie 1918 r. rządu niepodległej Łotwy – Bałtycka Landeswehra oraz Żelazna Dywizja. Stało się to 18 marca 1919 r., w toku szerszej antybolszewickiej kontrofensywy. W kwietniu 1919 r. w Mitawie ześrodkowane zostały oddziały białych Rosjan sprzymierzonych z Niemcami, dowodzone przez Pawła Bermondta-Awałowa. Z Mitawy Bermondt-Awałow wyprowadził w październiku tego roku atak na Rygę, chcąc zdobyć ziemie łotewskie dla białej Rosji. Działania te zakończyły się niepowodzeniem.
W niepodległej republice łotewskiej Jełgawa stała się jednym z ważniejszych miast.
W 1940, po aneksji kraju przez Związek Radziecki, wielu mieszkańców Jełgawy, głównie Niemców, wyemigrowało z miasta. Później Jełgawę okupowali Niemcy, a od 1944 Sowieci. Podczas II wojny światowej zniszczeniu uległo prawie 90% budynków w mieście.
Podczas okupacji hitlerowskiej, w lipcu roku Niemcy utworzyli getto dla żydowskich mieszkańców. Przebywało w nim około 1550 osób. W sierpniu 1941 roku Niemcy ostatecznie zlikwidowali getto, a Żydów zamordowano. Sprawcami zbrodni było Einsatzkommando 2 pod dowództwem SS- Sturmscharführera Alfreda Becu oraz policja łotewska.
W czasach kolejnej okupacji sowieckiej nastąpiła odbudowa miasta. Obecnie Jełgawa jest jednym z ważniejszych miast w kraju, centrum turystycznym i edukacyjnym. W okresie sowieckim rozwinął się tutaj również przemysł, w tym samochodowy.
W Mitawie urodzili się:
- pomiędzy 1765-1770 r. Fryderyk Bauman – polski architekt i rzeźbiarz-dekorator okresów klasycyzmu i romantyzmu;
- w 1780 r. Jan Krzysztof Damel – polski malarz i karykaturzysta;
- w 1889 r. Mamert Stankiewicz – polski dowódca wojskowy, komandor podporucznik Marynarki Wojennej II RP, kapitan żeglugi wielkiej Polskiej Marynarki Handlowej, dowódca statków „Lwów”, „Polonia” oraz „Piłsudski”;
- w 1903 r. Jan Jaroszewicz – polski biskup rzymskokatolicki.

## Turystyka
Jełgawa jest częstym miejscem odwiedzin turystów ze względu na zabytki. Głównymi z nich są:
- klasycystyczny pałac, jeden z najcenniejszych zabytków na Łotwie,
- barokowy kościół św. Anny,
- wieża zniszczonego kościoła św. Trójcy,
- rzymskokatolicka katedra Najświętszej Maryi Panny,
- prawosławny sobór Świętych Symeona i Anny,
- neoklasycystyczny gmach Villa Medema,
- Academia Petrina, w której znajduje się muzeum historii i sztuki im. G. Eliasa.

## Miasta partnerskie
- Białystok, Polska
- Parnawa, Estonia
- Szawle, Litwa
- Vejle, Dania
- Xinying, Republika Chińska
- Alcamo, Włochy
- Baranowicze, Białoruś
- Berlin, Niemcy
- Hällefors, Szwecja
- Moskwa, Rosja
- Iwano-Frankiwsk, Ukraina
- Nacka, Szwecja
- Rueil-Malmaison, Francja
- Magadan, Rosja

## Osoby związane z Jełgawą
- gen. Kazimierz Pułaski – od października 1762 do maja 1763 paź na dworze księcia Karola Krystiana Wettyna
- Konstanty Kurnatowski
- Mamert Aleksander Stankiewicz – komandor podporucznik, kapitan żeglugi wielkiej